# Craig Blomberg
Craig L. Blomberg (* 3. August 1955) ist ein evangelikaler Theologe, der seit 1986 als Professor für Neues Testament am baptistischen Denver Seminary in Denver, Colorado tätig ist und den Titel eines Distinguished Professor innehat.

## Werdegang
Craig Blomberg studierte an der Trinity Evangelical Divinity School in Deerfield (Illinois) und am Augustana College, wo er mit Summa cum laude in Religion, Mathematik, Erziehungswissenschaft und Spanisch abschloss. Anschließend promovierte er an der Universität von Aberdeen (Schottland) über die Schriften und Gleichnisse von Lukas.
Nach seiner Ausbildung lehrte er am Palm Beach Atlantic College. Während eines einjährigen Forschungsaufenthaltes als wissenschaftlicher Mitarbeiter (englisch: research fellow) im Tyndale House im englischen Cambridge 1985 schrieb er Die historische Zuverlässigkeit der Evangelien. 1986 wurde er Professor für Neues Testament am baptistischen Denver Seminary. Inzwischen ist er emeritiert.
Blomberg gehört zur konservativen evangelikalen Tradition, setzt sich in seiner Arbeit aber mit vielen Gebieten der gegenwärtigen Theologie auseinander und ist dafür bekannt, den evangelischen Status quo herauszufordern. Er kritisierte Evangelikale, welche die Befreiungstheologie pauschal verurteilen, und er führte einen Dialog mit dem mormonischen Professor Stephen E. Robinson von der Brigham Young University, der zu dem Buch How Wide the Divide? An Evangelical and a Mormon in Conversation führte.
Blomberg verfasste zahlreiche theologische Fachartikel und schrieb über dreißig Bücher zu unterschiedlichen Themen, darunter Armut und Reichtum, Hermeneutik und Frauen im kirchlichen Dienst. Den Schwerpunkt seiner Forschungen bilden der historische Jesus und die Evangelien.

## Schriften (Auswahl)
- The Historical Reliability of the Gospels, 1987; 2. Auflage: IVP Academic, 2007, ISBN 978-0-8308-2807-4; 3. Auflage: B&H Academic, 2016, ISBN 978-0-8054-6437-5.
  - Die historische Zuverlässigkeit der Evangelien, VTR, 1998, ISBN 978-3-933372-16-1.
- Interpreting the Parables, 1990; 2. Auflage: IVP Academic, 2012, ISBN 978-0-8308-3967-4.
  - Die Gleichnisse Jesu, Brockhaus, Wuppertal, 1998, ISBN 978-3-417-29428-6.
- Jesus and the Gospels, B&H Academic, 1994; 2009; 3. Auflage, 2022, ISBN 978-1-08-775314-0.
  - Jesus und die Evangelien, 2. Auflage: VTR, 2004, ISBN 3-933372-24-0.
- Matthew, The New American Commentary, Holman Reference, 1992, ISBN 0-8054-0122-9.
- 1st Corinthians, The NIV Application Commentary, Zondervan Academic, Grand Rapids 1995, ISBN 0-310-48490-1.
- James, Exegetical Commentary on the New Testament, Zondervan Academic, Grand Rapids 2008, ISBN 978-0-310-24402-8.
- The Historical Reliability of John's Gospel: Issues and Commentary , 1997.
- How Wide the Divide?: A Mormon & an Evangelical in Conversation, 1997.
- Neither Poverty Nor Riches: A Biblical Theology of Possessions, 1999 und 2001.
- Heart, soul, and money: A christian view of possessions, 2000.
- Preaching the Parables: From Responsible Interpretation to Powerful Proclamation, 2004.
- Making Sense of the New Testament: Three Crucial Questions, 2004.
- Contagious Holiness: Jesus' Meals With Sinners, IVP Academic, 2005, ISBN 978-0-8308-2620-9.
- A Handbook of New Testament Exegesis, Baker Academic, Grand Rapids 2010, ISBN 978-0-8010-3177-9.
- Can We Still Believe the Bible? An Evangelical Engagement with Contemporary Questions, Brazos Press, 2014, ISBN 978-1-58743-321-4.
- From Pentecost to Patmos: An Introduction to Acts through Revelation, B&H Academic, 2021, ISBN 978-1-5359-4041-2.